# Liste der Baudenkmäler in Breitengüßbach
Auf dieser Seite sind die Baudenkmäler in der oberfränkischen Gemeinde Breitengüßbach zusammengestellt. Diese Tabelle ist eine Teilliste der Liste der Baudenkmäler in Bayern. Grundlage ist die Bayerische Denkmalliste, die auf Basis des Bayerischen Denkmalschutzgesetzes vom 1. Oktober 1973 erstmals erstellt wurde und seither durch das Bayerische Landesamt für Denkmalpflege geführt wird. Die folgenden Angaben ersetzen nicht die rechtsverbindliche Auskunft der Denkmalschutzbehörde.
 Diese Liste gibt den Fortschreibungsstand vom 28. Mai 2022 wieder und enthält 30 Baudenkmäler.

## Baudenkmäler nach Gemeindeteilen

### Breitengüßbach
| Lage                                                   | Objekt                               | Beschreibung | Akten-Nr.              | Bild                         |
| ------------------------------------------------------ | ------------------------------------ | --- | ---------------------- | ---------------------------- |
| Bachgasse 19 (Standort)                                | Bauernhaus                           | Eingeschossiger, giebelständiger Halbwalmdachbau mit Ecklisenen, Giebel Fachwerk, bezeichnet „1833“ | D-4-71-119-1 Wikidata  | Bauernhaus                   |
| Bahnhofstraße 19 (Standort)                            | Bahnhof                              | Empfangsgebäude, zweigeschossiger Sandsteinquaderbau, Flachsatteldach, 1844–47 von Friedrich Bürklein | D-4-71-119-24 Wikidata | weitere Bilder               |
| Nähe Bahnhofstraße (Standort)                          | Güterhalle                           | Sandsteinquader, Satteldach; 1844–47 von Friedrich Bürklein | D-4-71-119-24          | weitere Bilder               |
| Bamberger Straße 31 (Standort)                         | Ehemaliger Gasthof Zur Sonne         | Stattlicher, langgestreckter Walmdachbau, zweigeschossig, mit Tordurchfahrt, Sandstein und Fachwerk, verputzt, zweite Hälfte 18. Jahrhundert                                                                 | D-4-71-119-2 Wikidata  | Ehemaliger Gasthof Zur Sonne |
| Bamberger Straße 33 (Standort)                         | Bauernhaus                           | Eingeschossiger, giebelständiger Halbwalmdachbau, Erdgeschoss massiv, Giebel Fachwerk, verputzt, Mitte 19. Jahrhundert                                                                                       | D-4-71-119-25 Wikidata | Bauernhaus                   |
| Bamberger Straße 45 (Standort)                         | Katholische Kapelle St. Nikolaus     | Sandsteinquaderbau mit Pilastergliederung, Schweifgiebel und Satteldach, eingezogener Chor mit 5/8-Schluss und Dachreiter, 1696 von Bonaventura Rauscher; mit Ausstattung                                    | D-4-71-119-3 Wikidata  | weitere Bilder               |
| Baunacher Straße 1; Baunacher Straße 3 (Standort)      | Zwei Bauerndoppelhäuser              | Mit Walmdach, zweigeschossig, Obergeschoss zum Teil Fachwerk, 18. Jahrhundert | D-4-71-119-4 Wikidata  | Zwei Bauerndoppelhäuser      |
| Baunacher Straße 6 (Standort)                          | Wohnhaus                             | Eingeschossiger, traufständiger Mansardhalbwalmdachbau mit Ecklisenen und geohrten Fenstergewänden, spätes 18. Jahrhundert                                                                                   | D-4-71-119-5 Wikidata  | Wohnhaus                     |
| Kellerholz (Standort)                                  | Flurwächterhaus                      | Zweigeschossig mit flachem Walmdach, massiv und verputzt, Mitte 19. Jahrhundert | D-4-71-119-30          | BW                           |
| Kirchplatz 1 (Standort)                                | Katholische Pfarrkirche St. Leonhard | Sandsteinquader, Saalbau mit eingezogenem Chor, um 1538, barockisiert durch Bonaventura Rauscher 1707, Chorseitenturm 13.–16. Jahrhundert; mit Ausstattung Ölbergkapelle bezeichnet mit „1708“               | D-4-71-119-6 Wikidata  | weitere Bilder               |
| Kirchplatz 1 (Standort)                                | Kirchhofmauer                        | bezeichnet mit „1584“ | D-4-71-119-6 zugehörig | weitere Bilder               |
| Kirchplatz 2 (Standort)                                | Katholischer Pfarrhof                | Zweigeschossiger Sandsteinquaderbau mit Ecklisenen und Fensterrahmen, verputzt, Walmdach, 1786; Gartenportal, bezeichnet mit „1786“                                                                          | D-4-71-119-7 Wikidata  | weitere Bilder               |
| Kirchplatz 2 (Standort)                                | Gartenportal                         | Bezeichnet mit „1786“ | D-4-71-119-7 zugehörig | weitere Bilder               |
| Kirchplatz 5 (Standort)                                | Wohnhaus                             | Zweigeschossiger Satteldachbau, Erdgeschoss massiv und verputzt, Fachwerkobergeschoss zum Teil verputzt, 18. Jahrhundert                                                                                     | D-4-71-119-8 Wikidata  | weitere Bilder               |
| Kirchplatz 7 (Standort)                                | Ehemalige Schmiede                   | Eingeschossiger Satteldachbau mit offener Schmiedelaube, Fachwerk, Eckständer bezeichnet mit „1693“ | D-4-71-119-9 Wikidata  | BW                           |
| Lichtenfelser Straße 1 (Standort)                      | Ehemaliger Gasthof Alte Post         | Stattliche, zweigeschossige Anlage mit Walmdach und Satteldach, Erdgeschoss massiv und verputzt, Obergeschoss Fachwerk, zweite Hälfte 18. Jahrhundert                                                        | D-4-71-119-10 Wikidata | Ehemaliger Gasthof Alte Post |
| Lichtenfelser Straße 6 (Standort)                      | Bauernhaus                           | Zweigeschossiger Walmdachbau, Erdgeschoss massiv und verputzt, Pilastergliederung, Tordurchfahrt, Obergeschoss Fachwerk, bezeichnet mit „1816“                                                               | D-4-71-119-11 Wikidata | Bauernhaus                   |
| Nähe Bamberger Straße, nahe der Kirche (Standort)      | Bildstock St. Nepomuk                | Sandstein, halbrunde Muschelhinterfangung, 18. Jahrhundert, halbrunde Blechverdachung modern | D-4-71-119-14 Wikidata | Bildstock St. Nepomuk        |
| Rattelsdorfer Straße, Ecke Baunacher Straße (Standort) | Wegkreuz                             | Sandstein, bezeichnet mit „1885“ | D-4-71-119-13 Wikidata | "                            |
| Nähe Rattelsdorfer Straße (Standort)                   | Wegkapelle                           | Wegkapelle, syn. Straßenkapelle; Wegkapelle, Satteldachbau mit Vorhalle nördlich des Altortes, 1925. | D-4-71-119-33          | BW                           |
| Nähe Bergstraße (Standort)                             | Heiligenhäuschen                     | Heiligenhäuschen, syn. Helge (fränkisch), syn. Helche (fränkisch), syn. Bildnische; Heiligenhäuschen, kleiner Satteldachbau mit rundbogiger Bildnische und Holzskulptur des gegeißelten Heilands, bez. 1766. | D-4-71-119-34          | BW                           |
| Hohengüßbacher Kirchsteig (Standort)                   | Wegkapelle                           | Wegkapelle, syn. Straßenkapelle; Wegkapelle, Votivkapelle, kleiner Satteldachbau mit tonnengewölbter Nische, nach 1945.                                                                                      | D-4-71-119-36          | BW                           |

### Hohengüßbach
| Lage                                                        | Objekt                               | Beschreibung | Akten-Nr.              | Bild                            |
| ----------------------------------------------------------- | ------------------------------------ | --- | ---------------------- | ------------------------------- |
| Georg-Pfister-Weg (Standort)                                | Wegkreuz                             | Gusseisenkruzifix auf hoher Sandsteinstele, Corpus und Assistenzfigur der Hl. Muttergottes vergoldet, Inschrift „Gelobt sei Jesus Christus“, spätes 19. Jhd. | D-4-71-119-32          | BW                              |
| Hohengüßbacher Straße 11 (Standort)                         | Kuratiekirche Mariä Heimsuchung      | Saalbau mit Satteldach, barock, 1715, Frontturm, Sandsteinquader, um 1860/70, Anbau, 1950; mit Ausstattung                                                   | D-4-71-119-16 Wikidata | Kuratiekirche Mariä Heimsuchung |
| Klingenleiten, nördlich der Ortschaft (Standort)            | Bildstock                            | Sandstein, viereckiger Schaft, Nischenaufsatz mit Spitzbogenabschluss, neugotisch, 19. Jahrhundert                                                           | D-4-71-119-17 Wikidata | BW                              |
| Landsweidäcker, südwestlich gegen Breitengüßbach (Standort) | Statue des heiligen Johannes Nepomuk | Sandstein, Sockel mit Inschriftkartusche, bezeichnet mit „1753“                                                                                              | D-4-71-119-18 Wikidata | BW                              |

### Leimershof
| Lage                          | Objekt                 | Beschreibung | Akten-Nr.               | Bild               |
| ----------------------------- | ---------------------- | --- | ----------------------- | ------------------ |
| Leimershof 1 (Standort)       | Gutshof Leimershof     | Ehemaliges Rekreationshaus der Bamberger Jesuiten mit Nebengebäuden; Haupthaus, zweigeschossiger Walmdachbau, Sandsteinquader, verputzt, um 1700 | D-4-71-119-19 Wikidata  | Gutshof Leimershof |
| Leimershof 1 (Standort)       | Scheune                | Siebenstadel, Sandsteinquader, Satteldach, 18./19. Jahrhundert                                                                                   | D-4-71-119-19 zugehörig | BW                 |
| Leimershof 3 (Standort)       | Nördliches Gesindehaus | Eineinhalbgeschossiger Satteldachbau, Haustüre spätbiedermeier, 1. Hälfte 19. Jhd.                                                               | D-4-71-119-19 zugehörig | BW                 |
| Leimershof 2, 4, 6 (Standort) | Fünf Gesindehäuser     | Verputzt und Sandsteinquader, Satteldach 18./19. Jahrhundert, teilweise aufgestockt                                                              | D-4-71-119-19 zugehörig | BW                 |
| Leimershof 3 (Standort)       | Stallstadel            | Stallungen, Sandsteinquader, Satteldach verändert                                                                                                | D-4-71-119-19 zugehörig | BW                 |
| Leimershof 2 (Standort)       | Hofeinfahrt            | Mauer und zwei Pfosten mit Kugeln, Sandsteinquader, 18. Jahrhundert                                                                              | D-4-71-119-19 zugehörig | BW                 |

### Unteroberndorf
| Lage                                       | Objekt                           | Beschreibung | Akten-Nr.              | Bild                             |
| ------------------------------------------ | -------------------------------- | --- | ---------------------- | -------------------------------- |
| Dorfplatz 1 (Standort)                     | Katholische Kirche St. Sebastian | Saalbau mit Flachsatteldach, seitlicher Frontturm, 1957 von Neundorfer-Seemüller; mit alter Ausstattung                            | D-4-71-119-20 Wikidata | Katholische Kirche St. Sebastian |
| Herrengrund, an der Roten Gasse (Standort) | Feldkreuz                        | Sandstein, mit gotisierendem Sockel, bezeichnet mit „1911“                                                                         | D-4-71-119-23 Wikidata | Feldkreuz                        |
| Ecke Kapellenstraße (Standort)             | Sebastianikapelle                | Sandsteinquaderbau mit Pilastergliederung, Walmdach mit Dachreiter, bezeichnet mit „1744“                                          | D-4-71-119-22 Wikidata | Sebastianikapelle                |
| Unteroberndorfer Straße 7 (Standort)       | Ehemaliges Gasthaus Einwich      | Zweigeschossiger, traufständiger Walmdachbau, Erdgeschoss massiv, Obergeschoss Fachwerk verputzt, Mitte 18. Jahrhundert, verändert | D-4-71-119-21 Wikidata | Ehemaliges Gasthaus Einwich      |
| Auf der Wind (Standort)                    | Feldkapelle                      | Votivkapelle; Feldkapelle, Votivkapelle, kleiner längsrechteckiger Satteldachbau mit stichbogiger Tonnenwölbung, vor/um 1920.      | D-4-71-119-35          | Feldkapelle                      |

### Zückshut
| Lage                      | Objekt                            | Beschreibung                                                                                        | Akten-Nr.              | Bild                              |
| ------------------------- | --------------------------------- | --------------------------------------------------------------------------------------------------- | ---------------------- | --------------------------------- |
| Hauptstraße 27 (Standort) | Katholische Kapelle Marienkrönung | Saalbau mit Satteldach und Giebelreiter, Eckpilaster, 1772, 1926 wiederhergestellt; mit Ausstattung | D-4-71-119-27 Wikidata | Katholische Kapelle Marienkrönung |

## Ehemalige Baudenkmäler
| Lage                                                 | Objekt                    | Beschreibung | Akten-Nr.              | Bild |
| ---------------------------------------------------- | ------------------------- | --- | ---------------------- | ---- |
| Breitengüßbach Lichtenfelser Straße 9 (Standort)     | Wohnhaus                  | Zweigeschossiger Walmdachbau, Obergeschoss Fachwerk, verputzt; Nebengebäude, zweigeschossiger Walmdachbau, Fachwerk, verputzt, mit Tordurchfahrt; 18./19. Jahrhundert | D-4-71-119-12 Wikidata | BW   |
| Unteroberndorf Unteroberndorfer Straße 22 (Standort) | Wohnstallhaus             | Eingeschossiger Satteldachbau, Sandsteintritt, 18. Jahrhundert | D-4-71-119-26 Wikidata | BW   |
| Breitengüßbach Am Klingen 2; Birkenteich (Standort)  | Ehemaliges Munitionsdepot | Kommandantenhaus, Mannschaftshäuser, Garagen, Heizzentrale, Bunker, Unterstände, Munitionsinstandsetzung, Feuerschanzhäuser mit Geräteunterständen, Leergutlagerhäuser- und Hallen, Löschwasserteich, Brunnen mit Pumpraum, Feld-WC, Gleisanschluss, Gasübungsraum, Planentrocknungshaus, Ölbunker, Tankstelle, Erschließungswege und -straßen, 1934/35 | D-4-71-119-29 Wikidata | BW   |